# Zone autonome permanente
 (septembre 2012).
Si vous disposez d'ouvrages ou d'articles de référence ou si vous connaissez des sites web de qualité traitant du thème abordé ici, merci de compléter l'article en donnant les références utiles à sa vérifiabilité et en les liant à la section « Notes et références ».
Pour les articles homonymes, voir PAZ.
Une zone autonome permanente (permanent autonomous zone en anglais ou PAZ) est une communauté autonome vis-à-vis des gouvernements généralement reconnus et des structures d'autorité dans lesquelles elle s'inscrit. Les PAZ ne sont contrôlées par aucun gouvernement reconnu ni par aucune autorité religieuse.

## Applications
L'expression « zone autonome permanente » s'est appliquée à des groupes tels que :
- des centres communautaires autonomes tenus en collectivité ;
- des espaces de vie communautaire : communes, squats, villages auto-suffisants, cabanes dans les arbres ;
- des écoles indépendantes et/ou libres, des centres auto-éducatifs ;
- des jardins ou espaces verts communautaires préservant la nature ;
- des organismes libres d'information : éditeurs, stations de radio pirates ou à faible émission, zones et centres anarchistes, espaces internet et groupes à but non lucratif rendant service à la communauté ;
- des organisations tenues en collectivité ou des réseaux promouvant une autonomie locale et un système non hiérarchisé ;
- tout espace, groupe, coopération ou investissement personnel accessible à la communauté fondé sur l'autonomie et des principes anti-autoritaires au sein d'une communauté égalitaire.

## Exemples
- Freetown Christiania (Christiania (Danemark)) : un quartier partiellement auto-gouverné de la ville de Copenhague, au Danemark, qui possède le statut semi-légal de communauté indépendante.

- Burning Man : festival tenu en plein désert du Nevada, bien qu'étant bien entendu une Zone Autonome Temporaire (ou TAZ), est considéré par beaucoup comme modèle de PAZ, en dépit du fait qu'il n'est pas réellement autonome puisque contrôlé par les forces de l'ordre des villes environnantes.

- Dreamtime Village : un projet d'écovillage situé au sud ouest du Wisconsin, où fut écrit et publié le manifeste PAZ en 500 exemplaires.

- PAZ Ecovillage : une oasis de biodiversité située dans le désert Chihuahuan à proximité de Terlingua, Texas. C'est une PAZ dédié à l'autonomie et à l'expression personnelle, au développement durable, à la liberté et à la paix par rapport aux valeurs conventionnelles de la société.

- Les municipalités autonomes rebelles zapatistes (ou MAREZ), actuellement au nombre de 32, dans l'État du Chiapas au Mexique. Établies à la suite de la révolte zapatiste de 1994, ces communautés opèrent, en pratique, en dehors de la loi mexicaine. Elles sont gouvernées de l'intérieur par des conseils composés de membres de la communauté et par des assemblées générales hebdomadaires ouvertes à tous les membres de la communauté. Chaque communauté envoie un délégué au conseil régional pour faire état des décisions prises dans les communautés respectives.